# Georges Krier
Jacques Krier, beter bekend als Georges Krier (Ivry-sur-Seine, 14 juni 1972 - Parijs, 20 april 1964) was een Franse componist en muziekuitgever.
Hij was voorzitter van de Vereniging van Auteurs, Componisten en Muziekuitgevers (SACEM).

## Biografie

### Componist

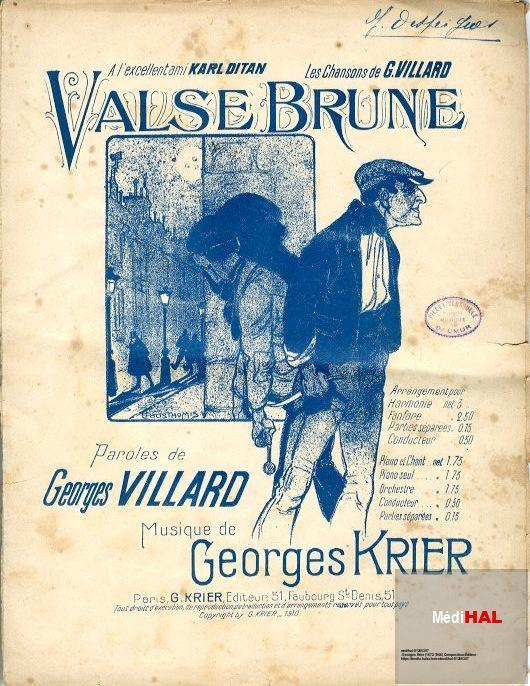
La Valse Brune.

Krier is als componist toegelaten tot de SACEM (Vereniging van Auteurs, Componisten en Muziekuitgevers van Frankrijk) in 1898, hij heeft muziek gecomponeerd voor comedyshows, vaudevilles en voornamelijk liedjes. Hij werkte samen met auteurs (tekstdichters of librettisten) zoals Ernest Gustin, Victor Darsac, Henry Gambart, Louis Martin, Xavier Privas, Émile Herbel, Armand Foucher, Georges Villard, Bertal-Maubon, Vincent Telly, Dufleuve, Ernest Dumont, Christien (pseudoniem van Henri Christiné), Félix Mortreuil, Émile Rhein, Albert Schmit, René Champigny enz. Krier is tekstschrijver of medetekstschrijver, of co-componist geweest met bijvoorbeeld met Pierre Azzero of Charles Helmer.
Hij componeerde bijvoorbeeld de muziek van La Valse Brune.
De liedjes die hij componeerde werden op het podium gezongen of opgenomen door onder andere: Mercadier, Dalbret, Karl Ditan, Henri Weber, Montéhus, Amelet, Bérard, Montel, Esther Lekain, vervolgens ook nog gecoverd door Juliette Gréco, Les Frères Jacques, Georgette Plana, Rosalie Dubois, Michel Magne.
Hij is componist-redacteur van talrijke liederen (meer dan vijftig muziekwerken) van Montéhus (waaronder On a bedoin de rire, La Butte rouge), Georges Villard (o.a. La Valse brune in 1909) en Adolphe Bérard (o.a. Le rêve passe in 1906).

### Uitgever
Toegelaten als uitgever bij SACEM in 1909, publiceerde hij onder meer de repertoires van Montéhus (muziek gecomponeerd door Pierre Doubis, of Raoul Chantegrelet, of hemzelf) en Georges Villard.
Zijn collectie werd in 1955 overgenomen door Beuscher Editions.